# NSZZ Funkcjonariuszy i Pracowników Więziennictwa
Niezależny Samorządny Związek Zawodowy Funkcjonariuszy i Pracowników Więziennictwa – organizacja zrzeszająca funkcjonariuszy i pracowników Służby Więziennej, powstała w 1990 podczas zjazdu założycielskiego w Kulach – osiedlu Częstochowy.

## Historia NSZZ FiPW
Początków ruchu związkowego w więziennictwie należy doszukiwać się w czasach II Rzeczypospolitej, kiedy to wśród pracowników Straży Więziennej pojawiła się idea powołania związku zawodowego. Działania te doprowadziły do powołania (w czerwcu 1919) Związku Pracowników Więziennych Rzeczypospolitej Polskiej. Do najbardziej spektakularnych działań ówczesnego związku zawodowego, obok rozwiązywania codziennych problemów, było wysokie zaangażowanie sprawami socjalnymi. Dotyczyło to samych funkcjonariuszy, ale także ich rodzin, w szczególności dzieci. Takie były potrzeby odrodzonej Polski, która po okresie zaborów i kilkuletniej wojny powracała na mapy Europy. Dlatego też nie może nas dziwić fakt, iż nasza wiedza o tamtym związku zawodowym ogranicza się dzisiaj głównie do informacji o działającej wówczas Kasie Pogrzebowej oraz o powołaniu Komitetu Uzdrowiskowego, którego namacalnym przejawem jest istniejąca do dzisiaj willa „Orla Strzecha” w Świdrze k. Otwocka. Przez wiele lat pełniła ona funkcję ośrodka kolonijnego dla dzieci pracowników Straży Więziennej.

### Okres powojenny
Po II wojnie światowej ruch związkowy w więziennictwie przestał istnieć na długie dziesięciolecia. Realia polityczne tamtej Polski, które jeszcze żywo mamy w pamięci, wykluczały jakikolwiek ruch związkowy w służbach mundurowych. Związki zawodowe istniały w formacjach cywilnych, lecz były one politycznie zniewolone. Światełko nadziei, które zaświeciło w 1980 poprzez powstanie ogólnopolskiego ruch społecznego „Solidarność”, dotarło również do funkcjonariuszy Służby Więziennej. Pojawiło się szereg głosów krytyki, liczne wnioski i postulaty, często (niestety) nieskoordynowane i sprzeczne ze sobą. Los, który spotkał działaczy ówczesnej opozycji politycznej, spotkał także naszych kolegów z tamtych lat. Tych którzy odważyli się głośno i otwarcie krytykować panujące stosunki społeczne, w większości, usunięto ze Służby. Nie był to – jak się później okazało – właściwy czas na demokratyczne reformy, nie tylko w więziennictwie.

### Po „Okrągłym Stole”
Bardziej dojrzałe dążenia do stworzenia pracowniczej reprezentacji funkcjonariuszy Służby Więziennej pojawiły się ponownie w okresie „okrągłostołowym”. W lipcu 1989 załoga Aresztu Śledczego w Sosnowcu wystosował list do władz więziennych, wyrażając swoje niezadowolenie ze sposobu i wysokości podziału nagród. W piśmie tym zawarto również sugestię potrzeby powołania przedstawicielstw pracowniczych, głównie w kwestiach kadrowych i socjalnych. Pismo to zostało rozesłane do załóg innych aresztów i zakładów karnych. Z uwagi na natychmiastową blokadę teleksów i łączy telefonicznych, powyższy apel przejęty został przez kolegów z innych zakładów i rozsyłany dalej. Ważną rolę odegrały wtedy takie ośrodki jak: Częstochowa, Łódź i Wrocław. Jeszcze w sierpniu 1989, z inicjatywy kolegów z Sosnowca, odbyły się dwa bardzo ważne spotkania. Pierwsze, z udziałem przedstawicieli AŚ i ZK ówczesnego Okręgowego Zarządu Zakładów Karnych w Katowicach, na którym podjęto decyzję o organizacji ogólnopolskiego spotkania. Takie spotkanie odbyło się końcem sierpnia w Klubie Studenckim w Sosnowcu, już z udziałem reprezentantów jednostek: gdańskich, katowickich, krakowskich, opolskich i wrocławskich. Podjęto decyzję o konieczności powołania, w ramach Służby Więziennej, niezależnej formacji na prawach związku zawodowego. Uczestnicy tego spotkania wystosowali w tej sprawie apel do premiera Tadeusza Mazowieckiego, ujawniając pełne dane osobowe powołanej 20-osobowej Grupy Inicjatywnej. Te działania przyczyniły się do ukierunkowania i wzrostu aktywności pozostałych ośrodków. Jesienią tego roku doszło do spotkania szerszego przedstawicielstwa więzienników w Łodzi, na którym powołano 40-osobową Ogólnopolską Grupę Inicjatywną, która wybrała także swoje władze. Przewodniczącym OGI został Grzegorz Siemieniak z AŚ w Łodzi. Jeszcze tej samej jesieni odbyły się kolejne posiedzenia OGI, między innymi w COSSW w Kaliszu, gdzie wybrano nowego przewodniczącego. Został nim Mirosław Psonka z ZK w Wojkowicach.

### Zjazd założycielski NSZZ FiPW
W dniach 3–5 marca 1990 w ODK SW w Kulach odbył się Zjazd Założycielski, na którym opracowano Statut Związku oraz przyjęto jego nazwę: Niezależny Samorządny Związek zawodowy Funkcjonariuszy i Pracowników Więziennictwa. Wybrano także krajowe władze Związku: jego Zarząd Główny oraz Główną Komisję Rewizyjną. Przewodniczącym został Mirosław Psonka. Obrady Zjazdu były bardzo burzliwe, w znacznej części rozliczeniowe, ale także były bardzo twórcze. To one nakreśliły główne kierunki działań ruchu związkowego. A nie było to łatwe, nie tylko z uwagi na powszechnie panującą niepewność społeczno-polityczną, ale głównie z uwagi na zupełną nowość w teraźniejszych dziejach Służby Więziennej. Powołanie nowej społecznej struktury było wielką niewiadomą także dla jej twórców. Założyciele nie mieli stosownego doświadczenia, ani wyraźnych, wykrystalizowanych, poglądów. Często towarzyszyła im daleko idąca różnica zdań, kierunków i celów. Łączyło ich natomiast społeczne zaangażowanie i ogromna determinacja, zarówno ta własna, jak i ta przekazywana przez licznie odwiedzane załogi pracownicze. Jednym z ważniejszych osiągnięć Zjazdu Założycielskiego było podpisanie Porozumienia z ówczesnym Ministrem Sprawiedliwości Aleksandrem Bentkowskim, w oparciu o które mogli działać na zasadzie związku zawodowego, mimo iż formalno-prawnie mogli być jedynie stowarzyszeniem. Takie Porozumienie było niezbędne z uwagi na brak prawnych uregulowań, które zezwalałyby na istnienie związku zawodowego w formacji mundurowej. Dlatego też, jednym z głównych kierunków aktywności tamtych władz krajowych NSZZ FiPW było doprowadzenie do zmiany ustawy o związkach zawodowych. Taka nowelizacja przeprowadzona została w 1991. Pozwoliło to na pełnoprawną rejestrację Związku, która dokonana została w dniu 10 września 1991.

## Przewodniczący NSZZ FiPW
- Mirosław Psonka
- Adam Twardy
- Wiktor Głowiak
- Bronisław Ogonek-Obierzyński
- Wiesław Żurawski